# Постранє
Постранє (хорв. Postranje) — населений пункт у Хорватії, у Сплітсько-Далматинській жупанії у складі громади Проложаць.

## Населення
Населення за даними перепису 2011 року становило 1 390 осіб.
Динаміка чисельності населення поселення:

## Клімат
Середня річна температура становить 12,60 °C, середня максимальна – 27,11 °C, а середня мінімальна – -2,42 °C. Середня річна кількість опадів – 933 мм.
| Клімат поселення                              | Клімат поселення | Клімат поселення | Клімат поселення | Клімат поселення | Клімат поселення | Клімат поселення | Клімат поселення | Клімат поселення | Клімат поселення | Клімат поселення | Клімат поселення | Клімат поселення | Клімат поселення |
| Показник                                      | Січ.             | Лют.             | Бер.             | Квіт.            | Трав.            | Черв.            | Лип.             | Серп.            | Вер.             | Жовт.            | Лист.            | Груд.            |                  |
| Середній максимум, °C                         | 9,20             | 9,86             | 13,41            | 17,32            | 21,90            | 25,66            | 27,09            | 27,11            | 22,43            | 17,78            | 12,53            | 9,51             |                  |
| Середня температура, °C                       | 3,38             | 4,05             | 7,60             | 11,51            | 16,10            | 19,86            | 22,46            | 22,49            | 17,80            | 13,17            | 7,92             | 4,89             |                  |
| Середній мінімум, °C                          | −2,42            | −1,75            | 1,80             | 5,70             | 10,29            | 14,04            | 17,85            | 17,88            | 13,19            | 8,54             | 3,30             | 0,27             |                  |
| Норма опадів, мм                              | 80               | 71               | 73               | 80               | 64               | 62               | 44               | 56               | 77               | 103              | 120              | 103              |                  |
| Середньомісячна швидкість вітру, м/с          | 2.17             | 2.55             | 2.75             | 2.57             | 2.29             | 2.06             | 2.08             | 1.90             | 2.06             | 2.08             | 2.48             | 2.52             |                  |
| Середньомісячна сонячна радіація, кДж/м²·день | 5511             | 8197             | 11940            | 16108            | 19926            | 22615            | 24401            | 21509            | 16096            | 10438            | 6014             | 4695             |                  |
| --------------------------------------------- | ---------------- | ---------------- | ---------------- | ---------------- | ---------------- | ---------------- | ---------------- | ---------------- | ---------------- | ---------------- | ---------------- | ---------------- | ---------------- |
| Джерело:                                      |                  |                  |                  |                  |                  |                  |                  |                  |                  |                  |                  |                  |                  |